# Ödsgårdsmon
Ödsgårdsmon är en bebyggelse i Edsele socken i Sollefteå kommun, Västernorrlands län. SCB avgränsade här en småort från 1990 till  2023.